# Nowiny (dziennik krakowski)
Nowiny (Nowiny dla Wszystkich) – dziennik ukazujący się w latach 1903–1913 początkowo w Podgórzu, następnie w Krakowie. Do grudnia 1905 używał nazwy „Nowiny dla Wszystkich”. W 1912 wieczorne wydanie nosiło odrębny tytuł „Wieczorne Nowiny”.
Do składu redakcji dziennika należał Józef Rączkowski.
W czerwcu 1914 podjęto próbę kontynuacji pod nazwą „Ilustrowany Nowy Dziennik”.